# Sant Pere de Ripoll
Sant Pere de Ripoll és una església situada a la mateixa plaça que el monestir de Santa Maria de Ripoll, al municipi de Ripoll (Ripollès). Ha estat declarada com a bé cultural d'interès local.

## Història
La parròquia de Sant Pere fou consagrada l'any 880. Deu anys més tard el temple fou ampliat i va ser consagrat de nou, pel bisbe Gotmar de Vic. Era el temple parroquial, destinat als feligresos que vivien prop del monestir. D'estil romànic, aprofità parts de l'antic edifici preromànic.

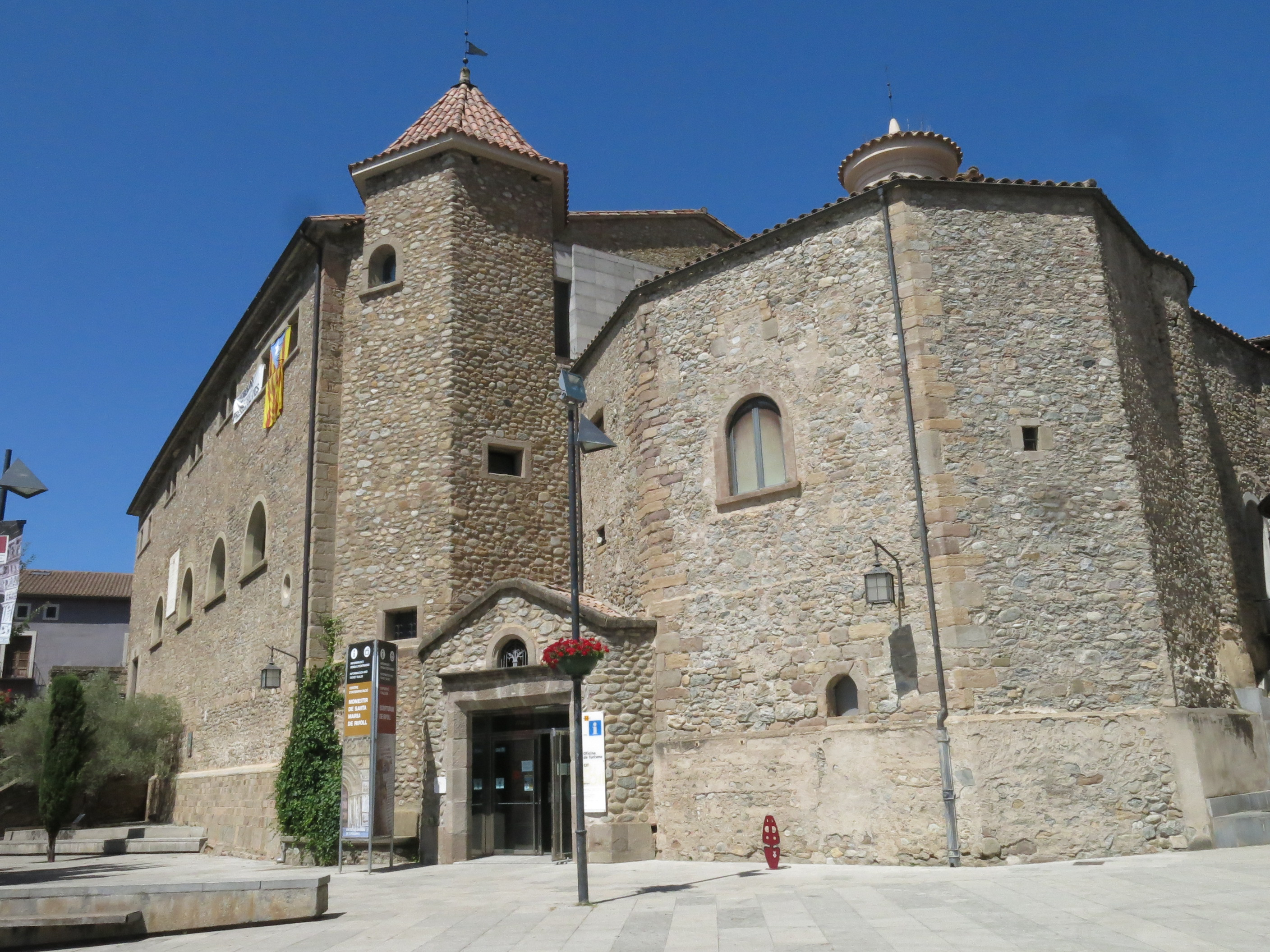
En primer terme, la capella de la Congregació

En el segle xi es va refer l'edifici, amb una planta de tres naus acabades en tres absis semicirculars. Aquest temple va perdurar fins a finals del segle xvi o principis del xvii, quan es va reformar completament el seu interior. En el segle xiv, es van construir torres i els murs de migjorn i de tramuntana, que formaven part de les defenses del monestir, fet que alterà l'estructura del temple. A finals del segle xvii es va construir la capella de la Congregació, beneïda l'any 1704. Durant la invasió francesa el temple fou saquejat i destruït parcialment. L'any 1860 es van arreglar els danys, es va construir el pòrtic d'entrada i es va ampliar el presbiteri.
En 1893, quan fou restaurat el monestir de Santa Maria de Ripoll, es va traslladar la parròquia a l'església del monestir i el temple de Sant Pere passà a ser secundari. La presència del Monestir condicionà qualsevol intervenció al seu entorn. Per això, l'actuació de l'arquitecte Josep Maria Pericas fou molt discreta en deixar la façana de l'església en segon pla i conservant l'opacitat del mur que tanca la plaça. En 1936 el temple va ser profanat i els seus retaules destruïts. Posteriorment no es va restablir el culte i des d'aleshores s'utilitza amb fins culturals. L'edifici fou remodelat per tal d'allotjar el Museu Etnogràfic de Ripoll, modificant encara més la seva fisonomia externa.
És destacable l'escala helicoidal de volta de rajola amb coronament ceràmic amb què s'accedeix a la planta destinada a l'arxiu-museu.
Un cop traslladat el museu a l'edifici veí de Can Budallés, el 2013 a Sant Pere es va obrir el Centre d’Interpretació, impulsat pel Consorci Ripollès Desenvolupament en el marc del projecte Terra de Comtes i Abats. Es tracta d'un equipament que té com a missió explicar la història del monestir de Ripoll des de la fundació fins a l’actualitat, amb què es complementa la visita a l'església monàstica i el seu claustre. Està situat a la capella de la Congregació de la Immaculada Concepció, un edifici construït al segle xvii, annex a l'església de Sant Pere, al costat del mateix monestir de Santa Maria.